# Heinrich Stricker (Politiker)
Heinrich Christian Stricker (* 18. Mai 1819 in Dörsdorf im Rhein-Lahn-Kreis; † 19. Mai 1886 in Idstein) war ein deutscher Mühlenbesitzer und Mitglied des Provinziallandtages der Provinz Hessen-Nassau.

## Leben
Heinrich Stricker war ein Sohn des Müllermeisters Friedrich Johann Stricker (* 1788) und dessen Ehefrau Anna Wilhelmina Lang (1798–1854). Nach dem Besuch der Elementarschule in Dörsdorf erlernte er das Müllerhandwerk (auch) im väterlichen Betrieb und wurde später Besitzer der Hirtesemühle bei Walsdorf.
Er betätigte sich kommunalpolitisch und nahm von 1861 an verschiedene Ämter im Bezirksrat wahr. So war er auch Standesbeamter in Walsdorf und von 1870 an Mitglied des Kreistages des Rheingau-Taunus-Kreises.
Von 1880 bis 1885 hatte er ein Mandat für den Nassauischen Kommunallandtag für den preußischen Regierungsbezirk Wiesbaden bzw. für den Provinziallandtag der preußischen Provinz Hessen-Nassau. 1880 vertrat er den Abgeordneten Gustav Justi. 
Er war führendes Mitglied der Deutschen Fortschrittspartei in Nassau und Mitglied der Eingabekommission sowie der Begutachterkommission zur Einführung der preußischen Städteordnung im Regierungsbezirk Wiesbaden.

## Öffentliche Ämter
- 1889 Mitglied des Direktoriums des Vereins nassauischer Land- und Forstwirte
- Mitglied der Landwirtschaftskammer Wiesbaden